# Tatjana Sajovic
Tatjana Sajovic, slovenska pesnica in partizanka, * 25. maj 1924, Celje, † 24. marec 1945, Podvrh, Gorenja vas - Poljane.

## Življenjepis
Rojena je bila v uradniški družini, osnovno šolo in gimmnazijo je obiskovala v Kranju. Kot dijakinja je izdajala dijaški list Cvek, ki ga je večinoma sama polnila s pesmimi in drugimi članki. Bila je članica kranjskega Sokola. Bila je obetajoča orodna telovadka.
Po okupaciji je pobegnila v Ljubljano. Tam se je povezala z OF in bila leta 1942 sprejeta v SKOJ. Študirala je medicino a ni hotela postati članica fašistične visokošolske organizacije, zato so jo izključili. Nato je doma prirejala sanitetne tečaje. Iz Ljubljane so jo leta 1944 izgnali domobranci. Tatjana pa je odšla v partizane. Dodeljena je bila v centralno lekarno 9. korpusa, bila pa je tudi bolničarka v zaščitnem bataljonu. Padla je v vasici Podvrh pri Javorjah.